# Castroville (Texas)
Castroville è un centro abitato degli Stati Uniti d'America situato nella contea di Medina dello Stato del Texas.
La popolazione era di 2.680 abitanti al censimento del 2010. Fa parte dell'area metropolitana di San Antonio.

## Geografia fisica
Castroville è situata a 29°02′01″N 98°05′03″W (29.3550, -98.8807), 20 km a ovest di San Antonio.
Secondo lo United States Census Bureau, ha un'area totale di 2,5 miglia quadrate (6,5 km²), di cui lo 0,39% è coperto d'acqua.

## Società

### Evoluzione demografica
Secondo il censimento del 2010 3.053 persone risiedevano nella città. La densità di popolazione era di 1.045,4 persone per miglio quadrato (403,4/km²). C'erano 1.025 unità abitative a una densità media di 402,2 per miglio quadrato (155,2/km²).
Dei 941 nuclei familiari, il 37,4% aveva figli di età inferiore ai 18 anni, il 61,5% aveva coppie sposate conviventi, il 10,4% aveva un capofamiglia femmina senza marito, e il 23,5% non erano famiglie. Circa il 20,5% di tutti i nuclei familiari erano individuali e l'8,7% aveva componenti con un'età di 65 anni o più che vivevano da soli. Il numero di componenti medio di un nucleo familiare era di 2,74 e quello di una famiglia era di 3,17.
Vi erano il 28,0% di persone sotto i 18 anni, il 6,9% di persone dai 18 ai 24 anni, il 27,7% di persone dai 25 ai 44 anni, il 21,7% di persone dai 45 ai 64 anni, e il 15,6% di persone di 65 anni o più. L'età media era di 37 anni. Per ogni 100 femmine, c'erano 97,2 maschi. Per ogni 100 femmine dai 18 anni in giù, c'erano 88,3 maschi.
Il reddito medio di un nucleo familiare era di 42.308 dollari, e per una famiglia era di 51.007 dollari. I maschi avevano un reddito medio di 35.625 dollari contro i 27.228 dollari delle femmine. Il reddito pro capite era di 20.615 dollari. Circa il 5,4% delle famiglie e il 9,1% della popolazione erano sotto la soglia di povertà, incluso l'11,9% di persone sotto i 18 anni e il 5,9% di persone di 65 anni o più.

## Istruzione
Castroville è servita dal Medina Valley Independent School District e dalla Saint Louis Catholic School.

## Galleria d'immagini

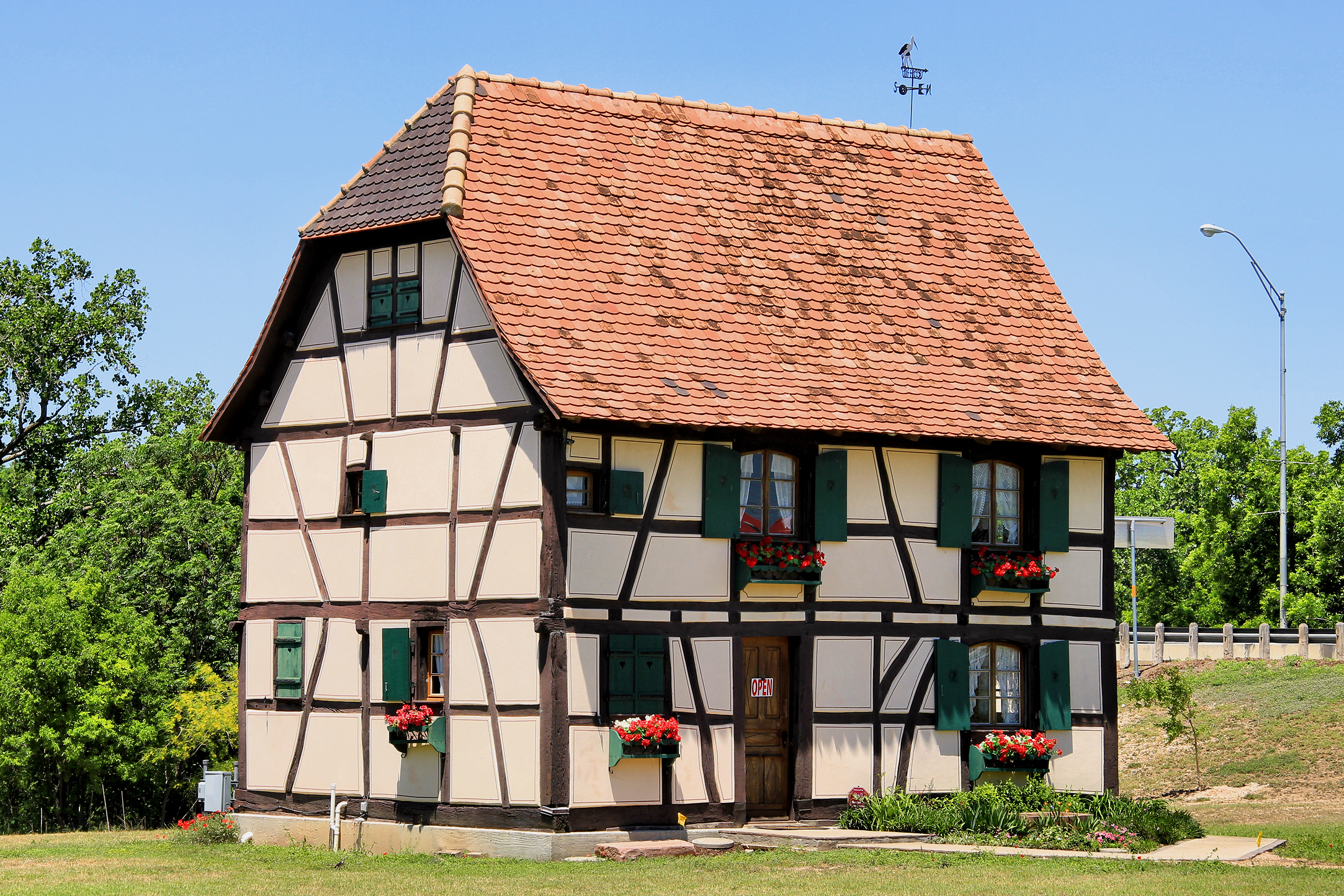
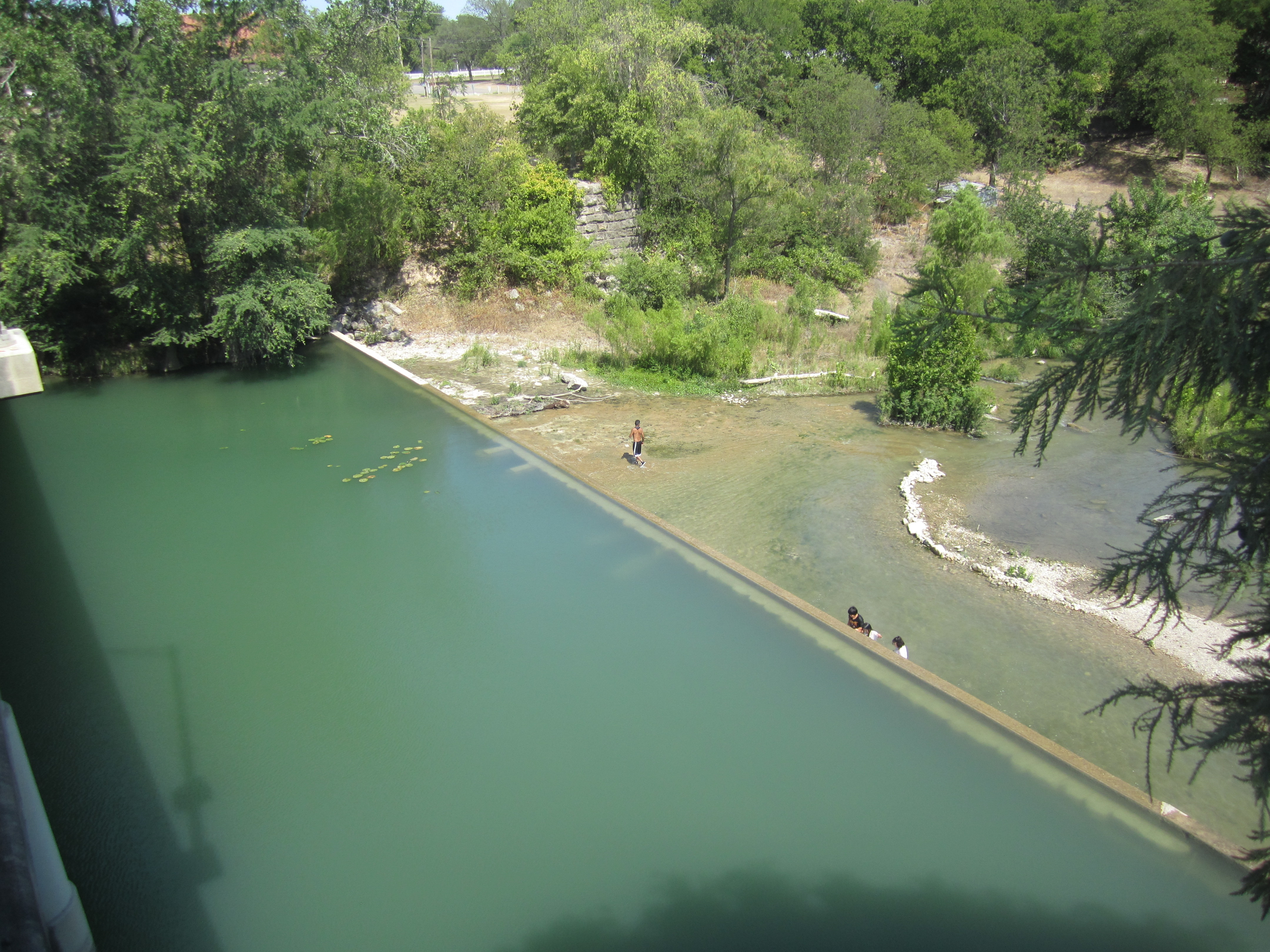
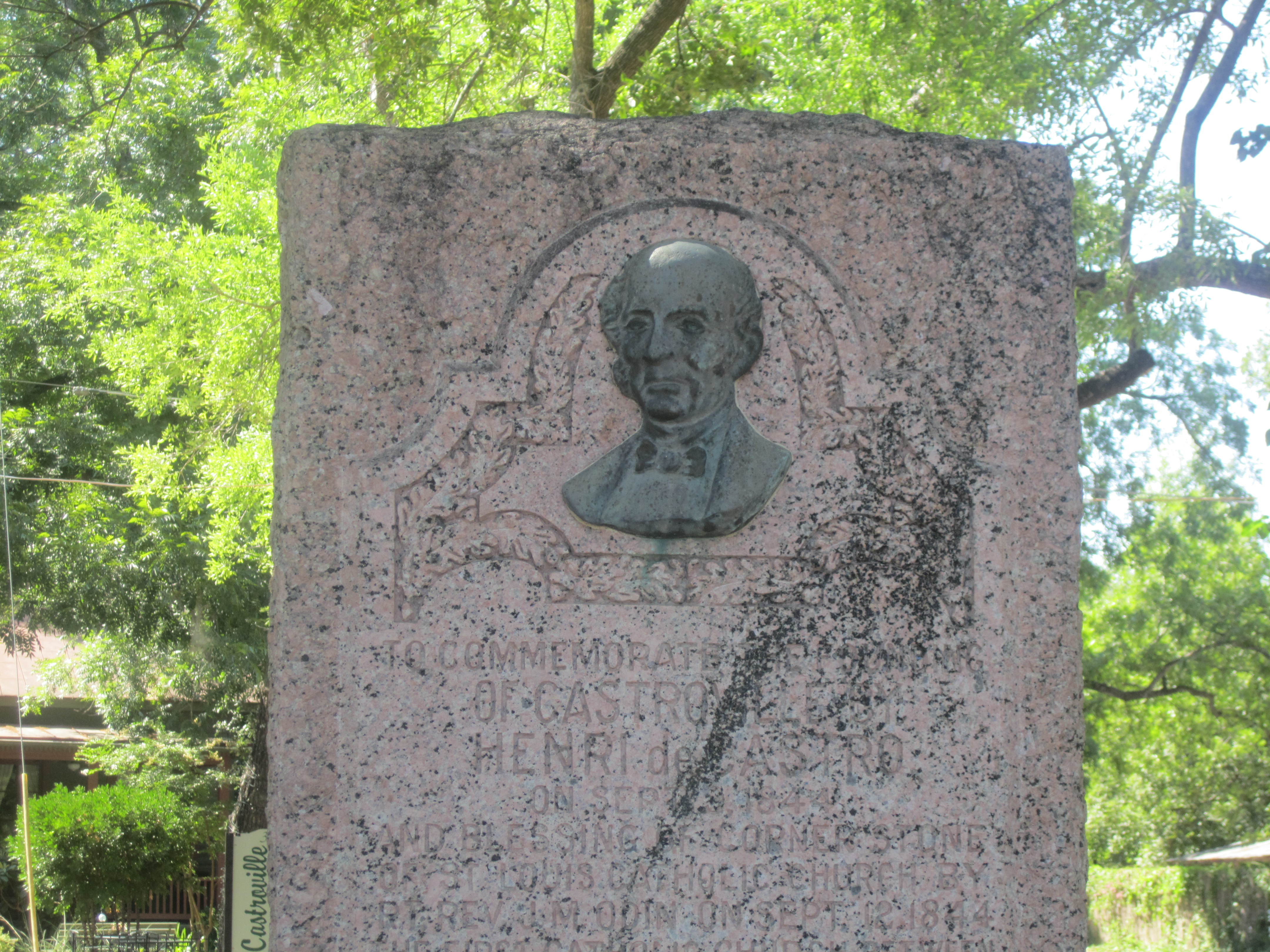
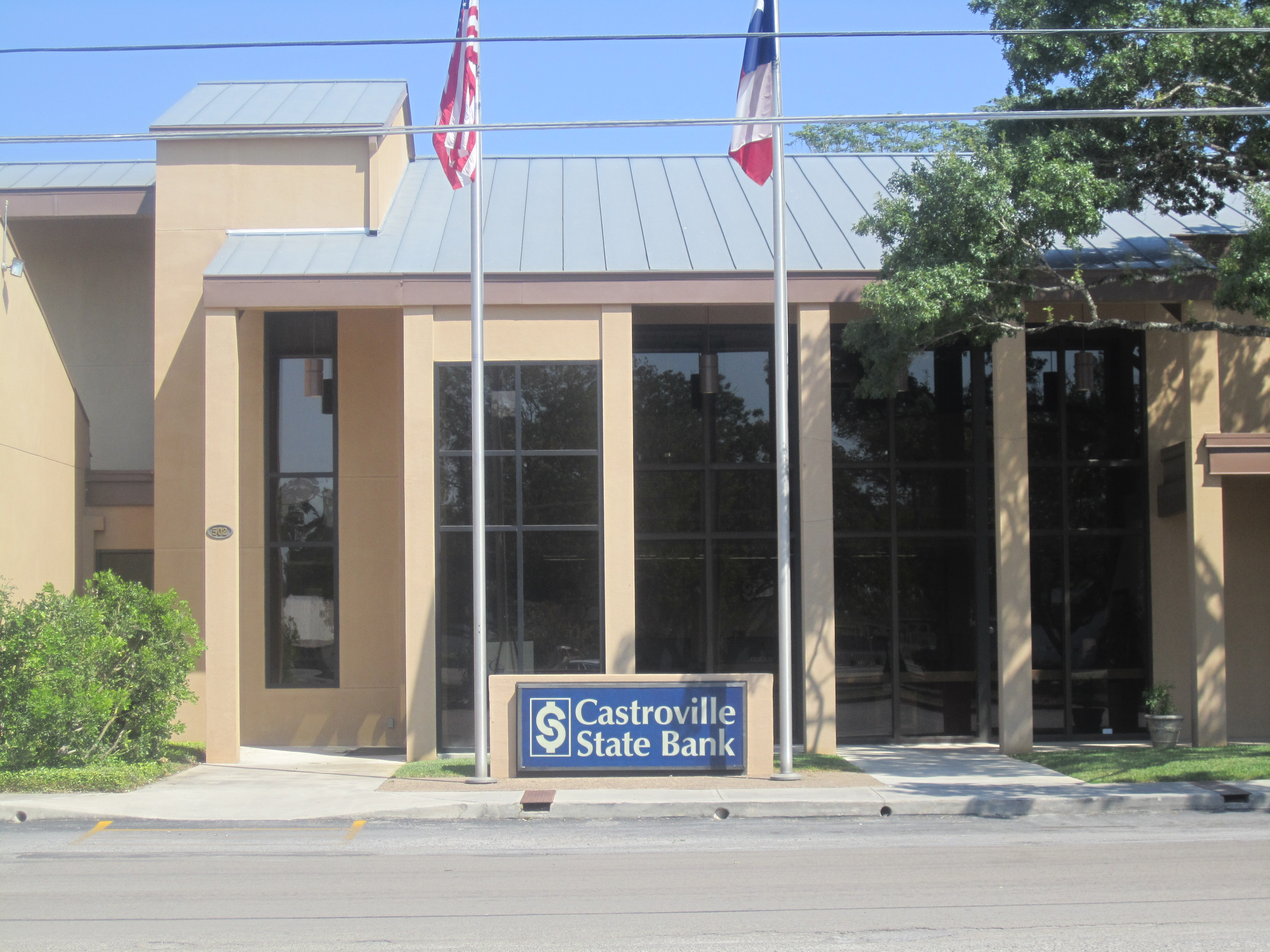
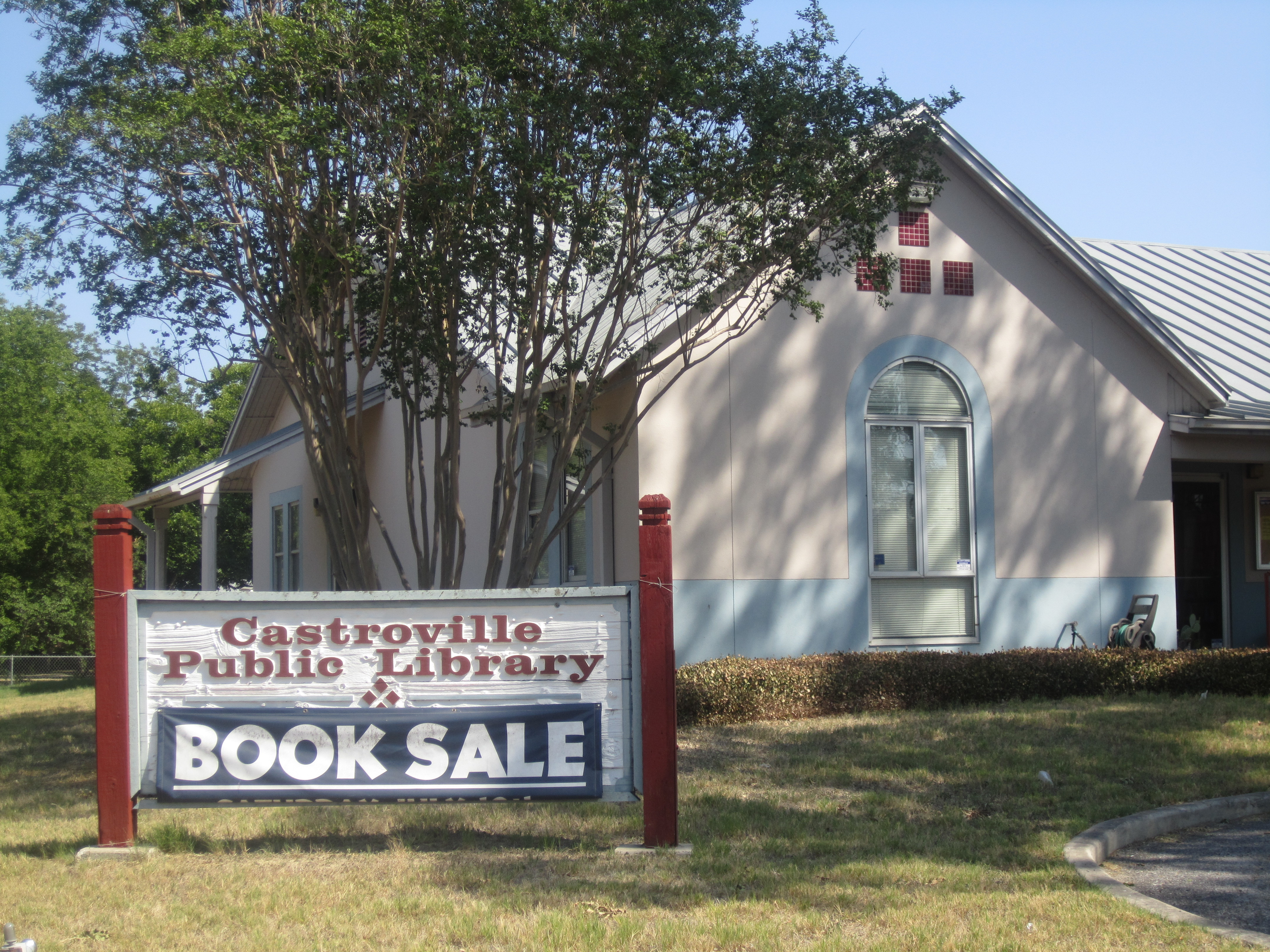
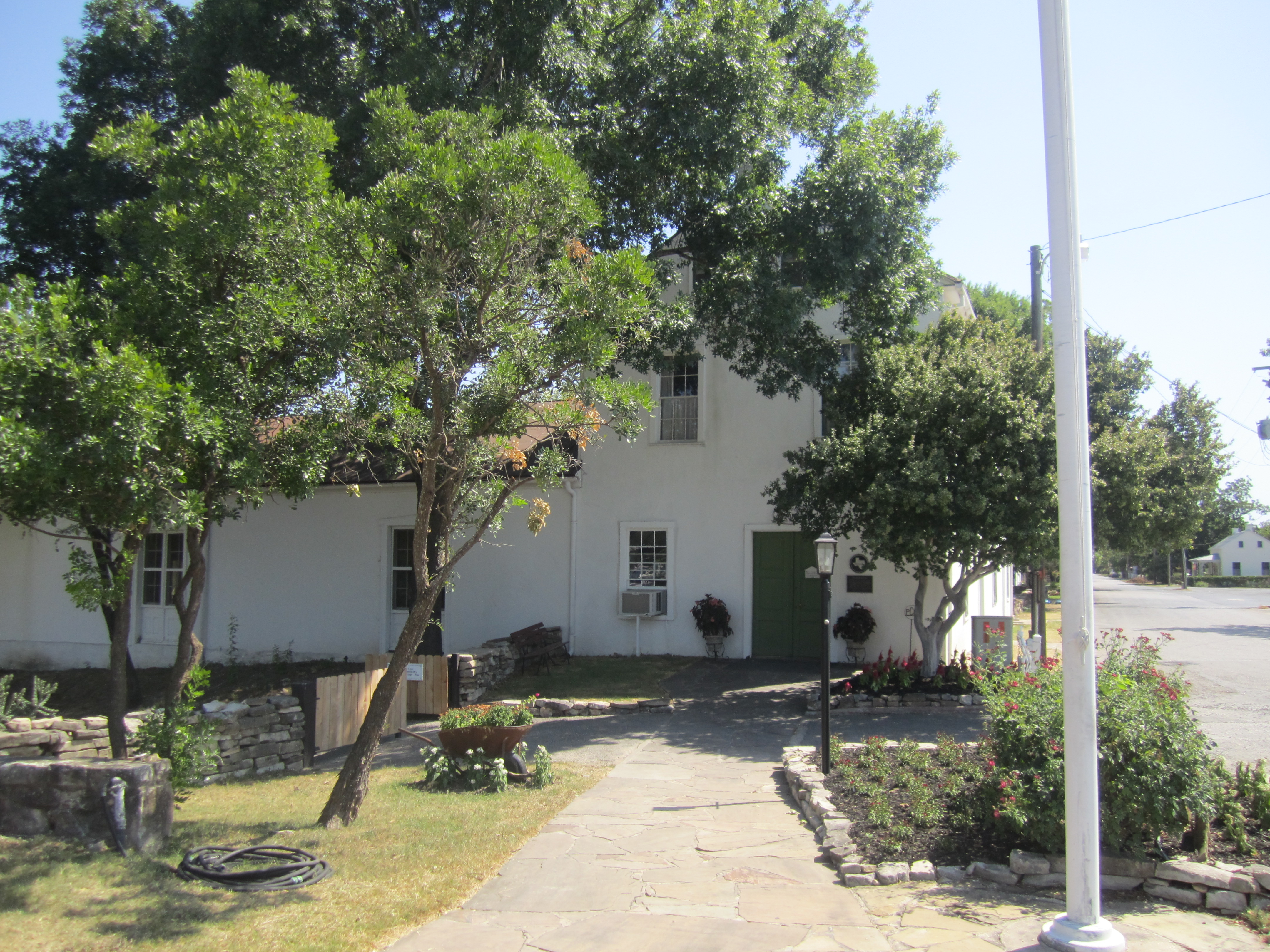
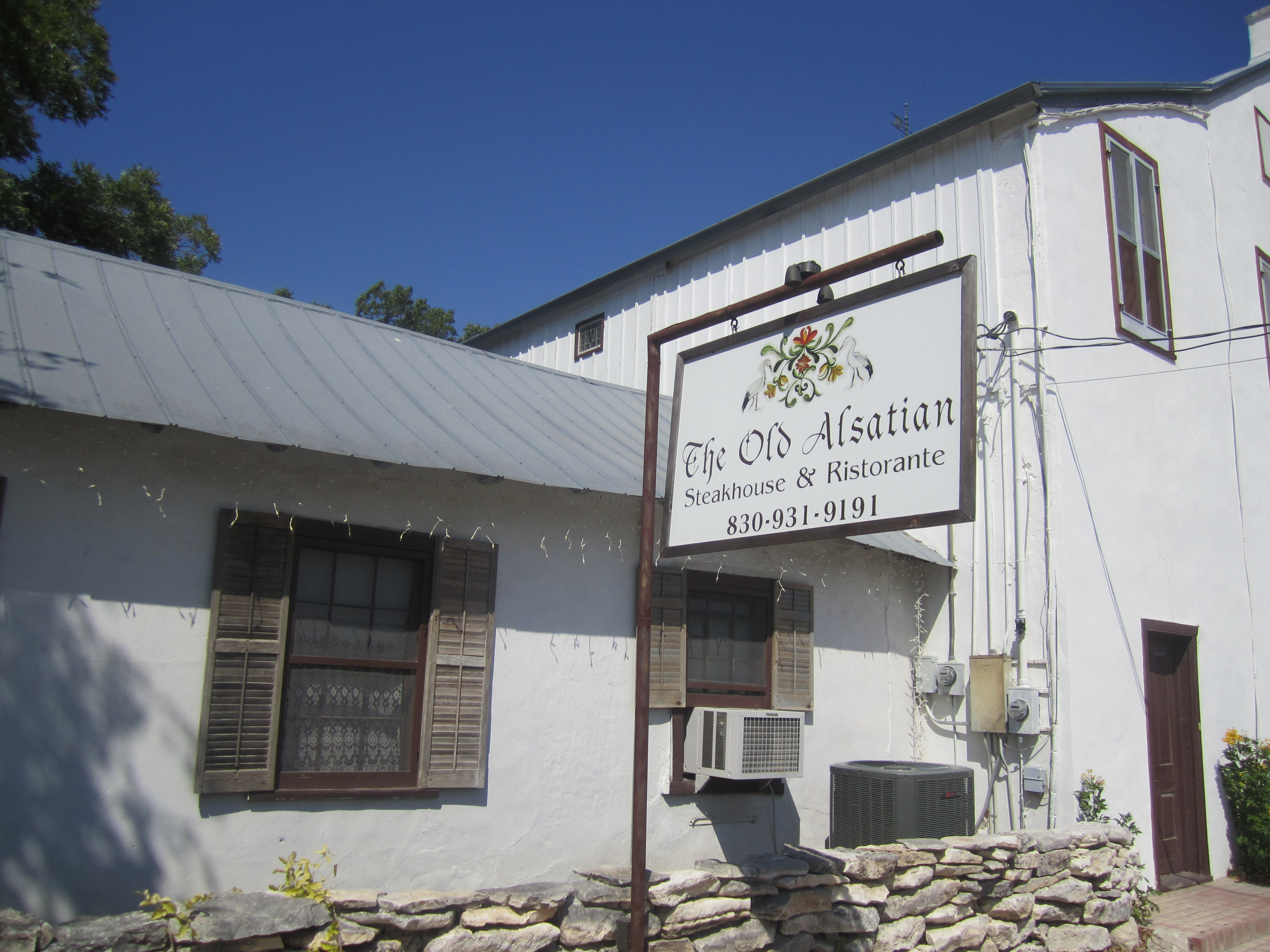
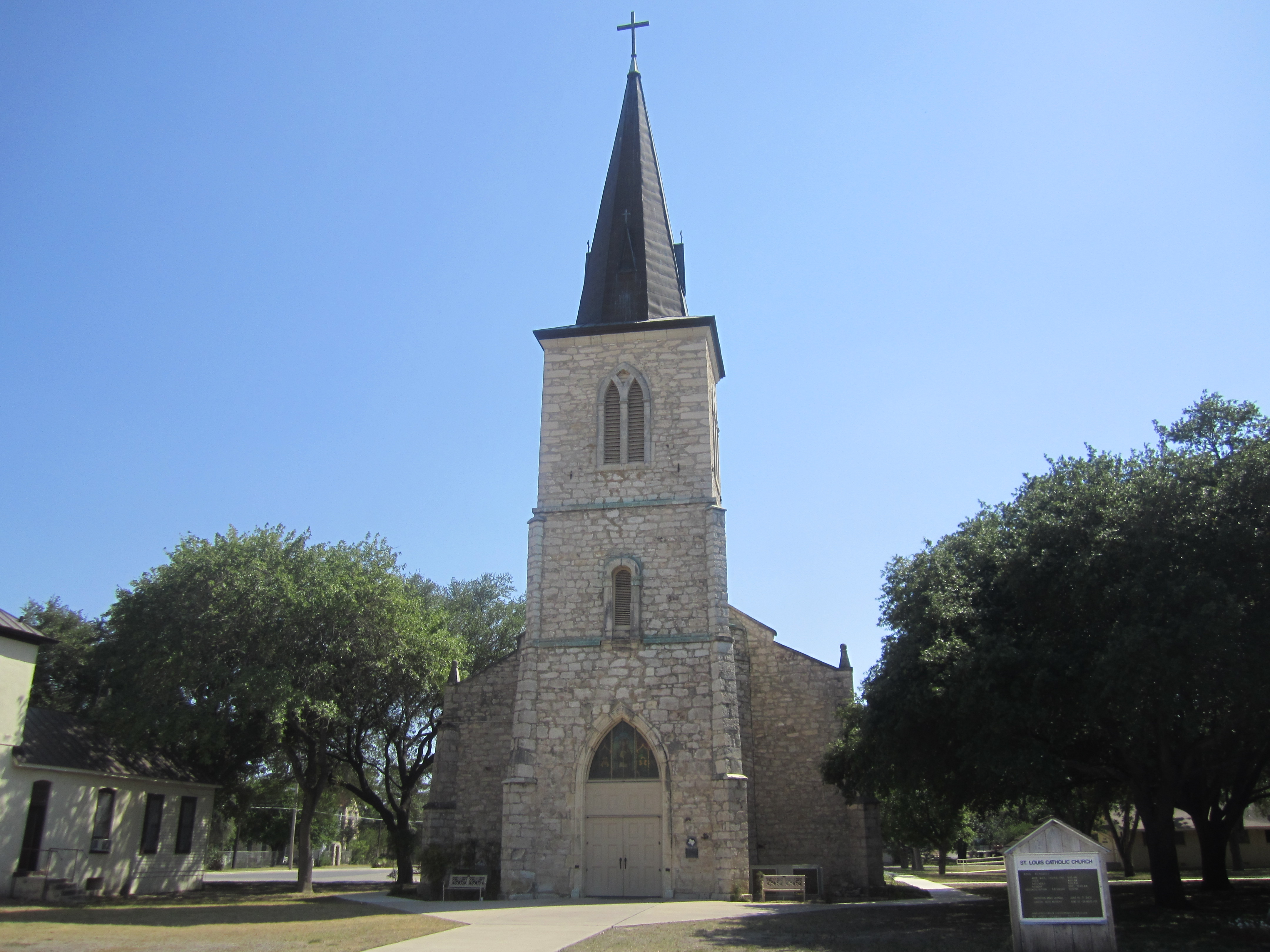
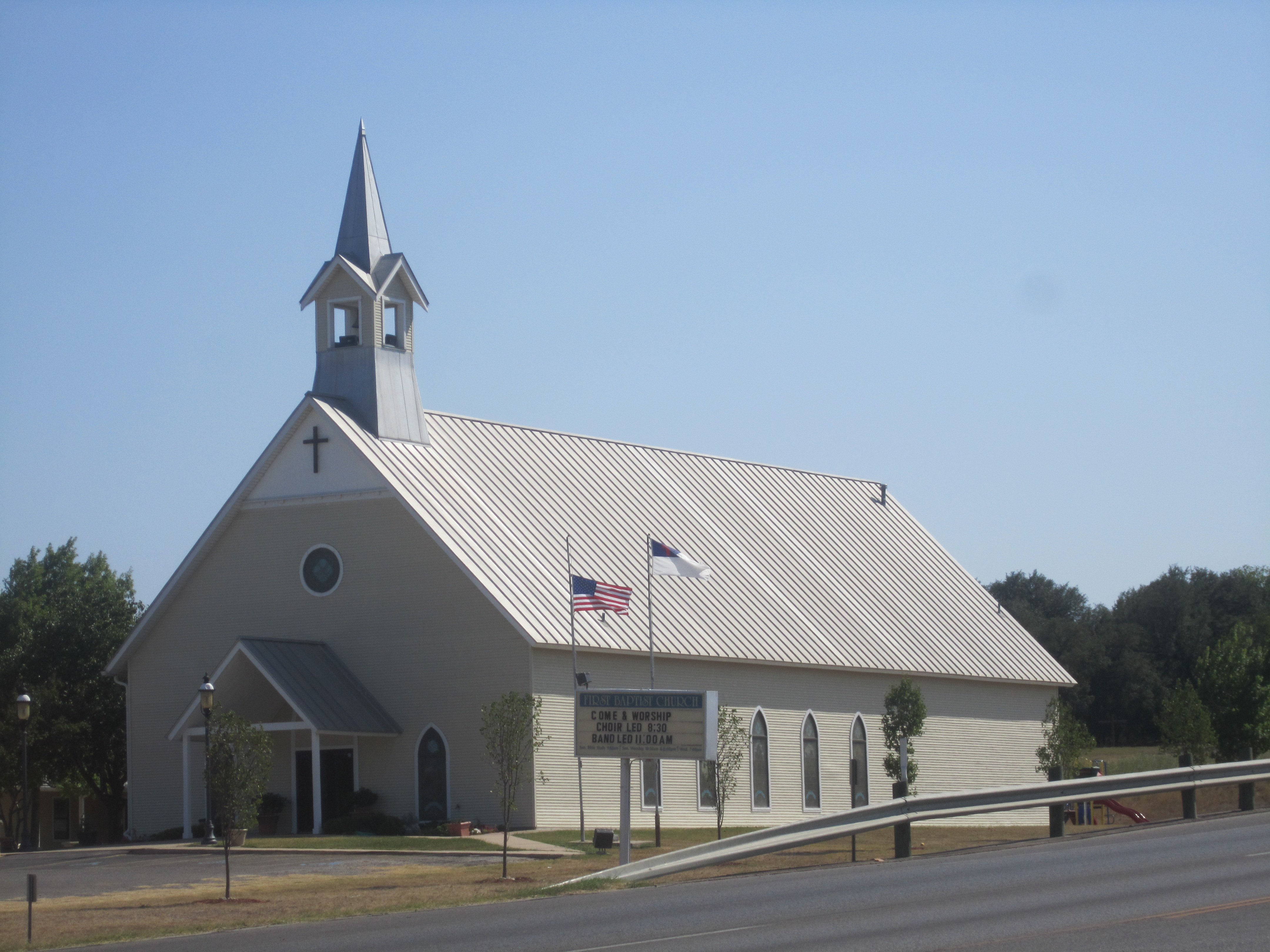
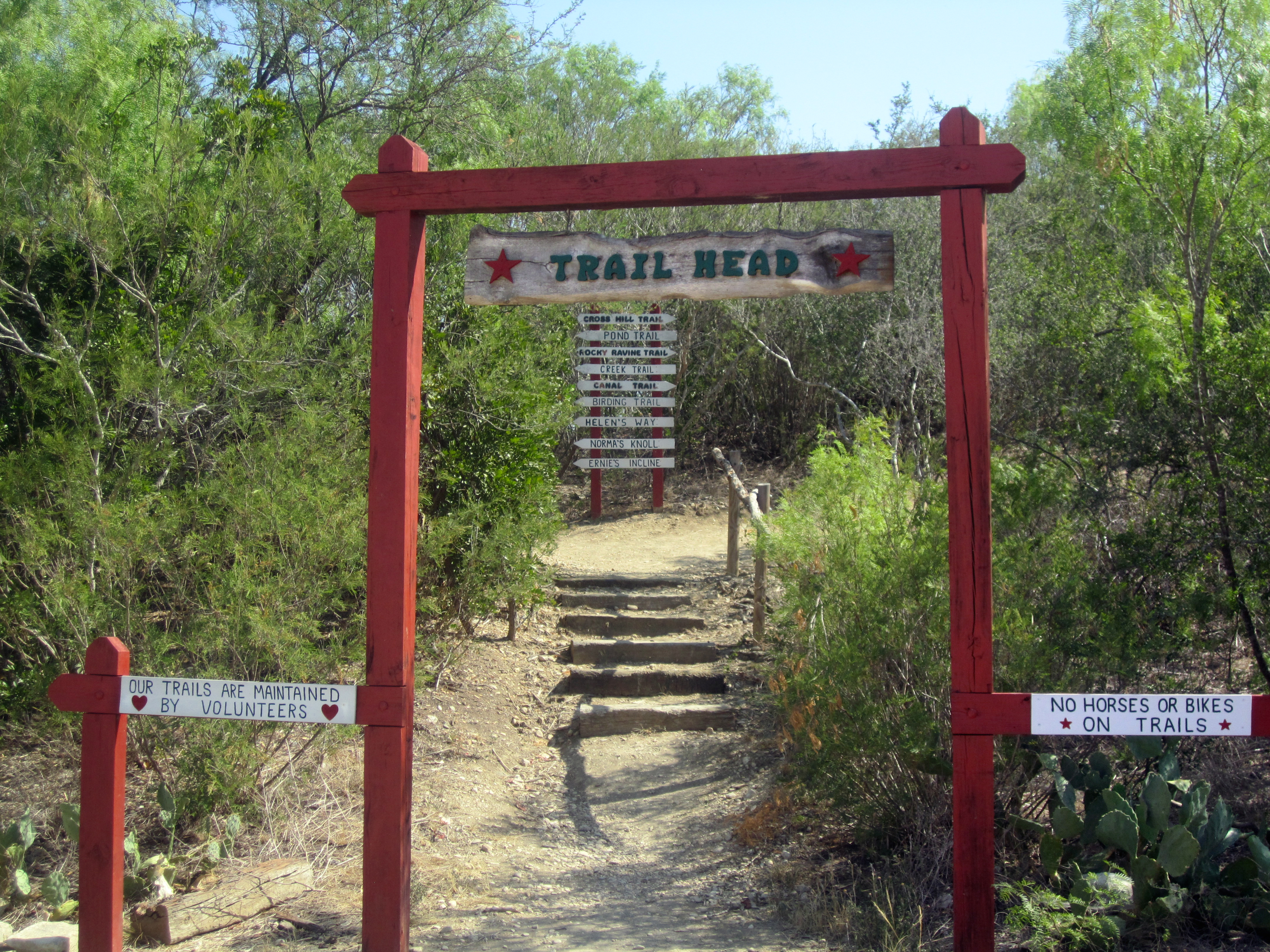
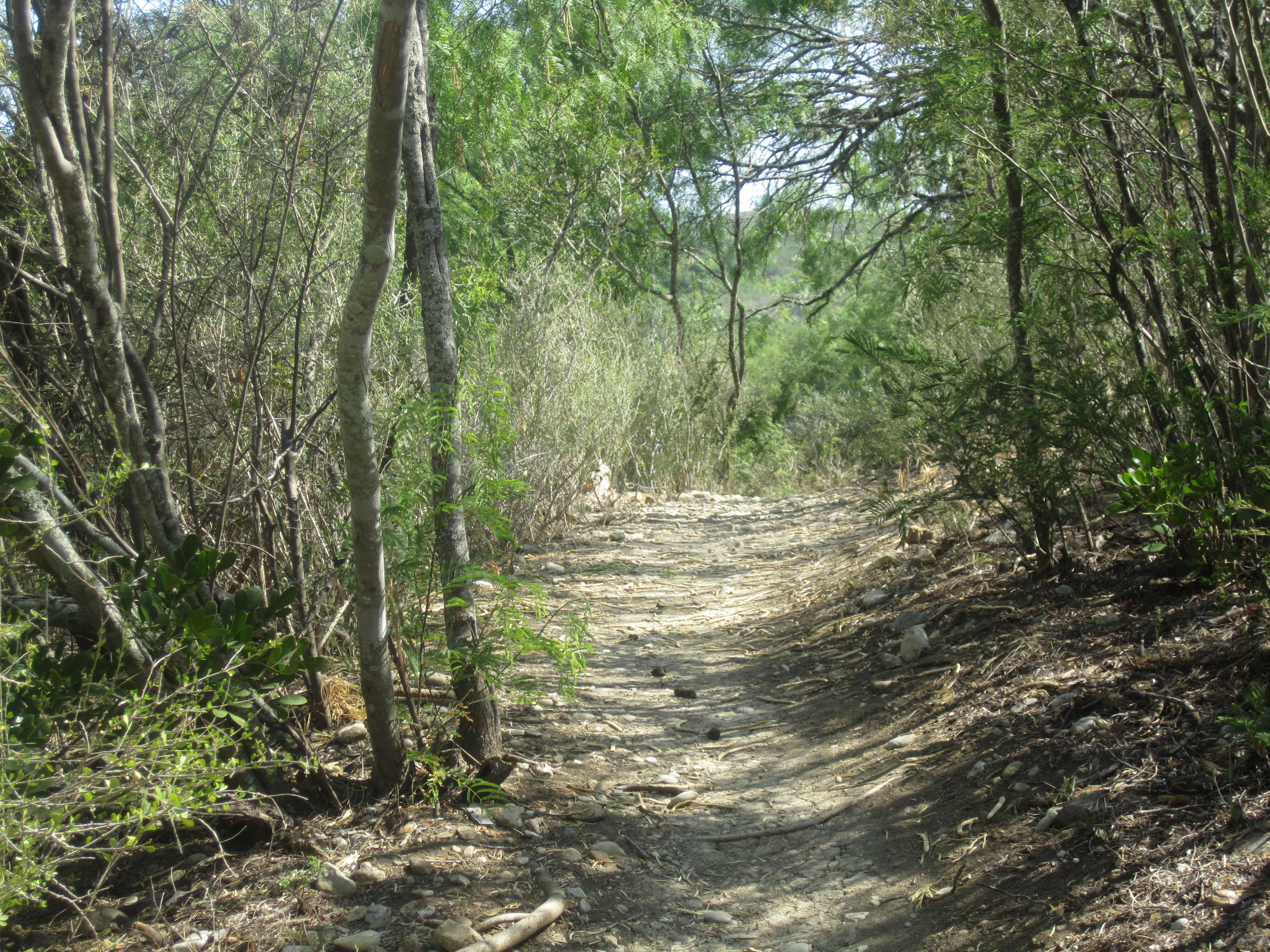